# 優勝美地 (肯塔基州)
優勝美地（英語：Yosemite）是位於美國肯塔基州凱西縣的一個非建制地區。

## 地理
優勝美地所處的海拔為高於海平面256米（即840英呎），而該地所採用的時區為UTC-5，即北美東部時區（EST）。同時該地設有夏令時間，為UTC-5調快一小時，即UTC-4（EDT）。